# Rosenäpple

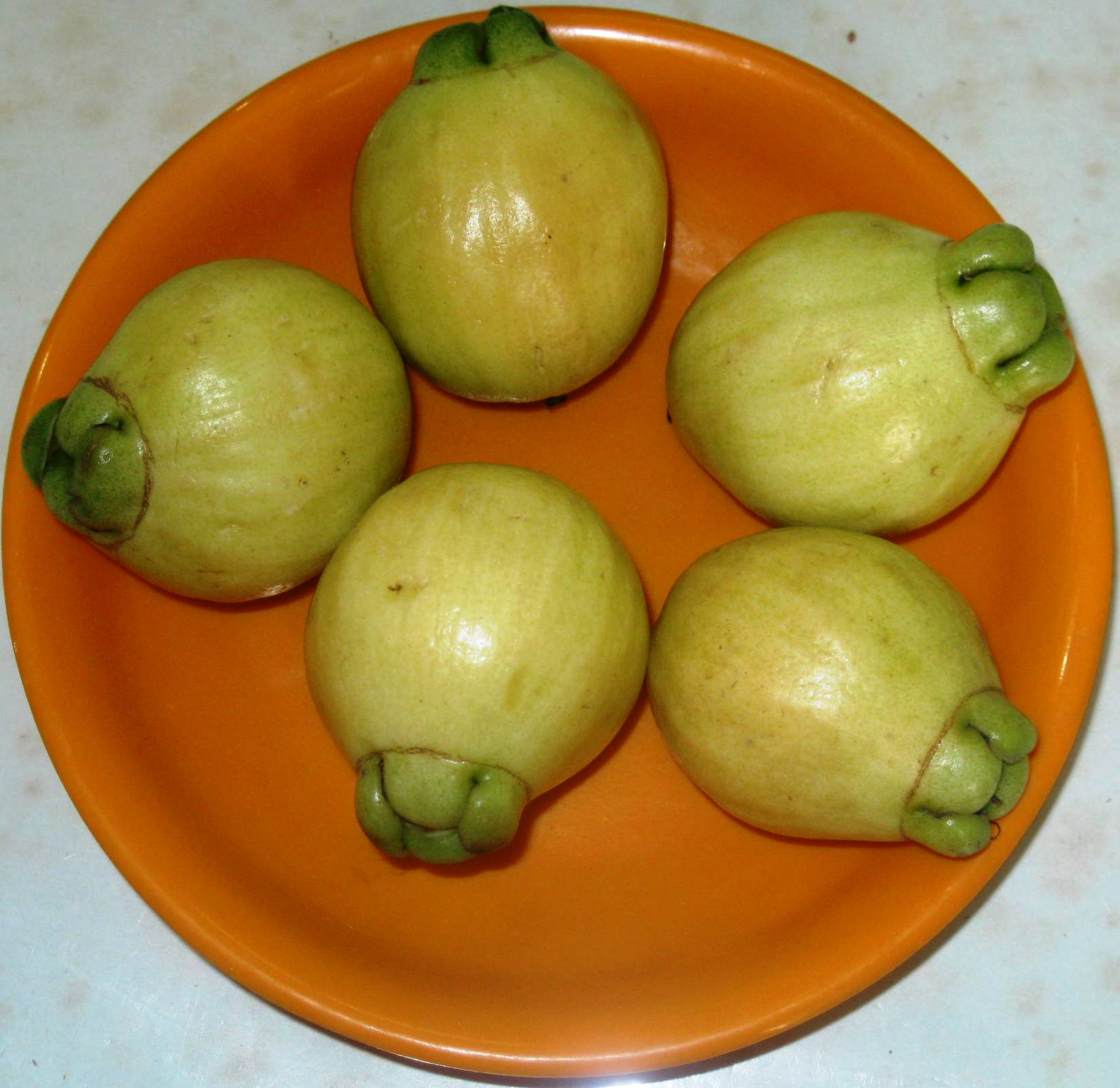
Rosenäpple, mogen

Rosenäpple (Syzygium jambos) är en växtart i familjen myrtenväxter. Arten förekommer naturligt i Malaysia, men finns numera förvildad på fler håll i tropikerna.
Rosenäpple odlas för sina ätliga frukter, men dessa är ganska smaklösa och äts sällan färska. Vanligare är att de ingår i konserverade fruktblandningar eller i sylt. Trädet odlas också som prydnadsväxt.

## Synonymer

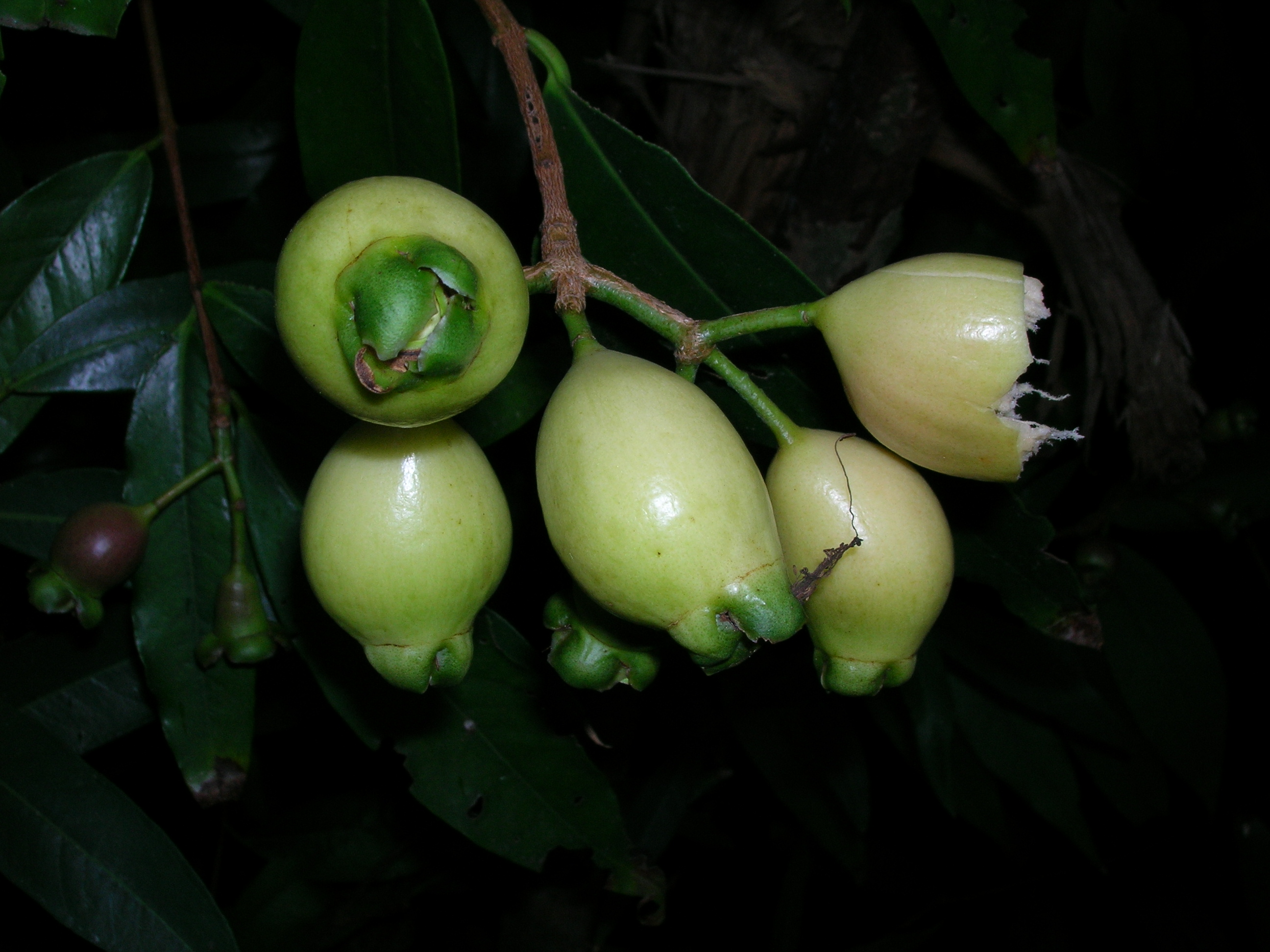
Frukter

Eugenia jambos L.
Jambosa vulgaris DC.